# Inhale
"Inhale" é uma canção escrita e gravada pela banda Stone Sour.
É o terceiro single do álbum de estreia lançado a 27 de Agosto de 2002, Stone Sour.

## Paradas
| Ano  | Parada                     | Posição |
| ---- | -------------------------- | ------- |
| 2003 | Hot Mainstream Rock Tracks | 18      |